# گترونیکس
گترونیکس (انگلیسی: Getronics) شرکت فناوری اطلاعات هلندی است، که در سال ۱۸۸۶ تأسیس شد.